# Northrop N-1M
Die Northrop N-1M war ein früher Nurflügler und Vorgänger der Northrop N-9M und Northrop YB-35.
Dieses von 1939 bis 1940 entwickelte Flugzeug war der erste US-amerikanische Nurflügler. Der Erstflug erfolgte am 3. Juli 1940 am Baker Dry Lake in Kalifornien.
Die Maschine erwies sich als recht instabil und untermotorisiert, trotzdem war die N-1M der Einstieg von Jack Northrop in den Nurflüglerbau. Die N-1M steht heute im Steven F. Udvar-Hazy Center des National Air and Space Museum.

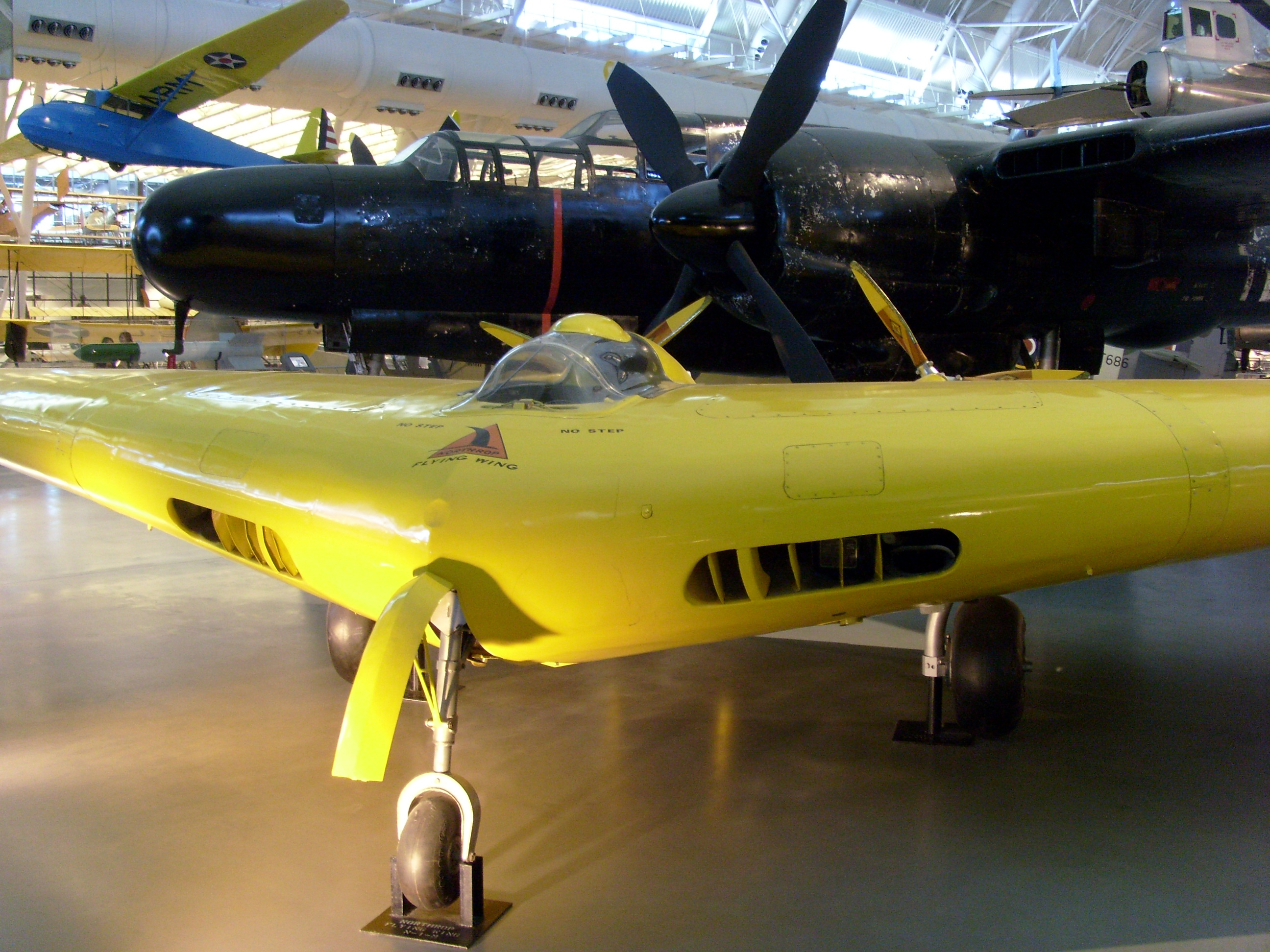
Detail der Northrop N-1M im National Air and Space Museum

## Technische Daten
| Kenngröße             | Daten                                    |
| --------------------- | ---------------------------------------- |
| Besatzung             | 1                                        |
| Länge                 | 5,46 m                                   |
| Spannweite            | 11,80 m                                  |
| Flügelfläche          | 27,9 m²                                  |
| Höhe                  | 1,50 m                                   |
| Startmasse            | 1769 kg                                  |
| Antrieb               | zwei Lycoming O-145 mit je 65 PS (50 kW) |
| Höchstgeschwindigkeit | 322 km/h                                 |
| Dienstgipfelhöhe      | 1219 m                                   |
| Reichweite            | 483 km                                   |